# Alectis ciliaris
Az Alectis ciliaris a csontos halak (Osteichthyes) főosztályának a sugarasúszójú halak (Actinopterygii) osztályába, ezen belül a sügéralakúak (Perciformes) rendjébe és a tüskésmakréla-félék (Carangidae) családjába tartozó faj.
Az Alectis halnem típusfaja.

## Előfordulása

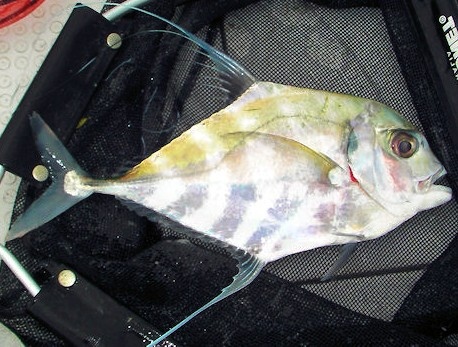

Az Alectis ciliaris a trópusi és szubtrópusi részeken, világszerte megtalálható. Az előfordulási területe az Atlanti-óceán nyugati részén Massachusettstól kezdve, a Mexikói-öblön és a Karib-tengeren keresztül, egészen Brazíliáig terjed, míg ugyanez óceán keleti részén Szenegáltól a Kongói Köztársaságig húzódik. Az Indiai-óceánban a Vörös-tengertől Dél-Afrikáig, valamint rí Lankáig található meg. Előfordulása a Csendes-óceánban Mexikótól Peruig tart.

## Megjelenése
Ez a hal általában 100 centiméter hosszú, de akár 150 centiméteresre is megnőhet. Legfeljebb 22,9 kilogramm súlyú. Teste nagyjából pikkely nélküli, csak elszórtan, kisméretű, bőrbe ágyazódott pikkelyei vannak. Színezete ezüstös, háti része fémezett kékes. Kopoltyúfedőjén elmosódott sötét folt látható. Hátúszóján 7-8 tüske van, de ezeket elveszti növekedése során. A fiatal példányok úszóiból vékony szálak nyúlnak ki.

## Életmódja

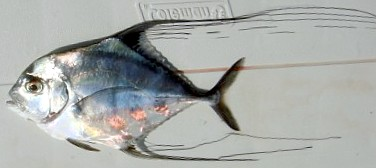
fiatal példány

Főleg szubtrópusi halfaj, amely a korallzátonyok közelében él, körülbelül 60-100 méteres mélységben. Néha a tengerfenék közelében is látható, de gyakran kiúszik a nyílt vizekbe. Az ivadék a partok menedékét keresi. Legfőbb tápláléka az állkapcsilábas rákok (Maxillopoda) és a tengerimakkok (Balanidae), de egyéb rákok és kisebb halak is.

## Felhasználása
Az Alectis ciliarisnak kis mértékű halászata van. A sporthorgászok is kedvelik. Az ivadék kedvelt akváriumi hal, azonban nem tűri jól a fogságot. Húsa ízletes; frissen, szárítva vagy sózva árusítják.
Ciguatera mérgezésről vannak beszámolások.